# 영구기억
영구기억(permanent memory)은 의식으로부터 단절된 정보에 관한 기억이다. 즉 이것은 정보의 저장소로서 한번 입련된 정보는 영원히 저장되는 것이다. 장기기억(long term) 이라고도 하며 컴퓨터의 하드디스크에 비유된다.
영구기억에 저장하려면 운용기억에서 많은 리허설이 필요하다. 리허설에는 유지리허설과 수식리허설이 있다. 그리고 영구기억의 종류는 어의기억, 사건기억, 과정기억이 있다.

## 같이 보기
- 비휘발성 메모리